# Église Saint-Georges de Drakulić
Pour les articles homonymes, voir Église Saint-Georges.
L'église Saint-Georges (en serbe cyrillique : Храм Светог великомученика Георгија ; en serbe latin : Hram Svetog velikomučenika Georgija) est située en Bosnie-Herzégovine, sur le territoire du village de Drakulić et sur celui de la Ville de Banja Luka.

## Architecture

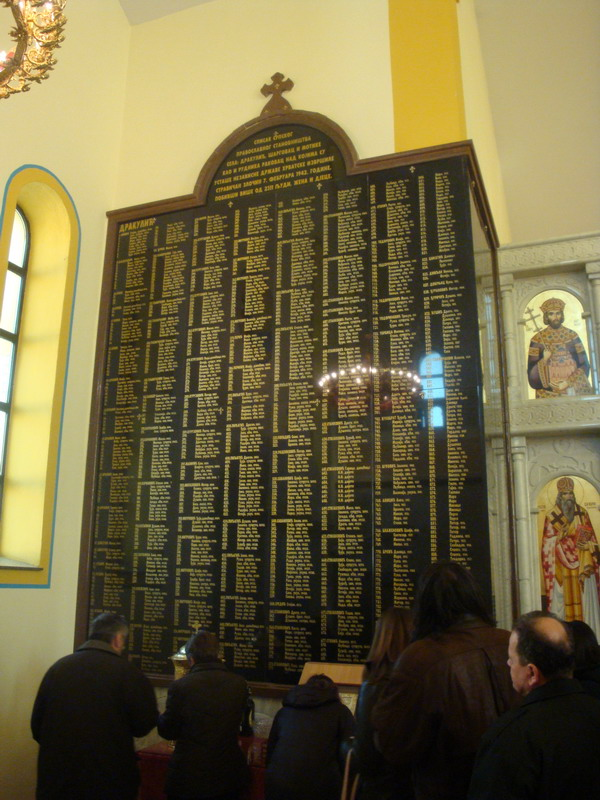
Plaque commémorative à l'intérieur de l'église